# 土耳其革命工会联盟

土耳其革命工会联盟标志

土耳其革命工会联盟（土耳其語：Türkiye Devrimci İşçi Sendikaları Konfederasyonu，缩写为DİSK）是土耳其的一个工会联合会，为土耳其四大全国工会中心之一。

## 历史
该组织成立于1967年，分裂自土耳其工会联盟。1967年—1971年，该组织积极支持土耳其工人党。1980年土耳其军事政变后，该组织被禁止活动，其资产被没收。到1986年军事法庭作出判决时，该组织共有1477名成员被起诉。1986年12月24日，伊斯坦布尔第二军事法庭的审判结束，判处264名工会活动家和专家5年6个月至15年8个月不等的监禁。1991年，上诉军事法院推翻了1981年取缔土耳其革命工会联盟的决定，并宣告工会领导人无罪。1992年1月19日—22日，该组织举行了第八次全体大会，恢复活动。目前，该组织拥有32.7万名成员。
该组织是国际工会联合会、世界工会联合会、经合组织工会咨询委员会和欧洲工会联盟的成员。